# Pasiphaea propinqua
Pasiphaea propinqua is een garnalensoort uit de familie van de Pasiphaeidae. De wetenschappelijke naam van de soort is voor het eerst geldig gepubliceerd in 1916 door De Man.